# Jalila Khamis Koko
Jalila Khamis Koko, nach anderer Schreibweise auch Jalila Khamis Kuku (* um 1968 im Bundesstaat Dschanub Kurdufan, Sudan), ist eine sudanesische Lehrerin und Menschenrechtsaktivistin. Im März 2012 verhaftete der sudanesische Geheimdienst NISS sie aufgrund des Verdachtes von Landesverrat. Nach einer zehnmonatigen Haft wurde Khamis im Januar 2013 freigelassen, im Dezember 2013 erhielt sie den Heroes for Human Rights Award 2013 der Europäischen Union.

## Leben
Jalila Khamis wurde um 1968 im Bundesstaat Dschanub Kurdufan (Südkurdufan) in der Nuba-Berg-Region des Sudans geboren und gehört zum Volk der Nuba. Abgesehen von einer kurzen Zeit zwischen 2005 und 2011 war bzw. ist die Region stets von Kriegen und Konflikt dominiert.
Khamis lebt mit ihrem Mann und ihren fünf Kindern in der sudanesischen Hauptstadt Khartum, wo sie viele Jahre als Lehrerin arbeitete. Sie ist Mitglied der 2011 verbotenen Oppositionspartei Sudan People's Liberation Movement-North und aktiv in verschiedenen NGOs, die sich für Frauenrechte im Sudan einsetzen.
Nach dem Entwurf des „Comprehensive Peace Agreement“ (auch „Naivasha-Abkommen“) im Jahr 2005, das den 25-jährigen Konflikt in ihrer Heimat beenden sollte, kehrte Khamis zurück in ihr Heimatdorf Katcha im Distrikt Buram. Die Kinder in dem Dorf hatten einen weiten Schulweg, aufgrund dessen gründete Khamis eine eigene Dorfschule. Sie organisierte Spenden für die Schule und es gelang ihr, Lehrpersonal für die Einrichtung zu finden.
2011 brach der Konflikt in der Region wieder aus, insbesondere die Bevölkerung wurde erneut Ziel der Gewalt. Tausende Menschen flohen aus der Gegend gen Karthum und Südsudan. Khamis richtete in ihrem Haus in Khartum eine Notunterkunft für Flüchtlinge ein. Zudem versuchte sie über die Medien (internationale) Aufmerksamkeit für den Konflikt zu erregen, sie selbst nannte den Konflikt „eine vorbereite Militärstrategie zur ethnischen Säuberung der Nuba-Bevölkerung“. Sie rief zu einem Ende des Konflikts auf. Das von ihr erstellte und hochgeladene Youtube-Video, in dem sie die Gewalt an der Nuba-Bevölkerung anprangerte und den sudanesischen Präsident Umar al-Baschir kritisierte, führte infolgedessen zu ihrer Verhaftung durch den sudanesischen Geheimdienst NISS. Sie wurde des Landesverrats angeklagt und erhielt keinen Zugang zu Rechtsbeistand.
Zahlreiche Menschenrechts- und Frauenrechtsorganisationen warben um ihre Freilassung in internationalen Medien und Aufrufen in sozialen Medien. Auch die sudanesische gewaltfreie Bewegung GIRIFINA protestierte gegen ihre Haft direkt vor dem Frauengefängnis Omdurman. Im Januar 2013 wurde Khamis freigelassen, nachdem das Karthumer Strafgericht entschieden hatte, dass es keine Grundlage für eine Anklage gäbe. Für ihre Bemühungen erhielt sie im Dezember 2013 am Internationalen Menschenrechtstag den „Heroes for Human Rights Award 2013“ der Delegation der Europäischen Union in Khartum.